# Phronia subforcipata
Phronia subforcipata är en tvåvingeart som beskrevs av Zaitzev 1997. Phronia subforcipata ingår i släktet Phronia och familjen svampmyggor. Inga underarter finns listade i Catalogue of Life.